# Argentina (Fluss)
Die Argentina, auch Fiumara di Taggia genannt, ist ein Fluss in der norditalienischen Region Ligurien. Seine Quelle liegt am Monte Saccarello, durchfließt die Provinz Imperia und mündet schließlich bei Taggia in das Ligurische Meer. Die Argentina ist circa 40 Kilometer lang.
In Italien wird der Fluss als Torrente kategorisiert.